# Sân bay quốc tế Saint-Exupéry
Sân bay quốc tế Saint-Exupéry (tiếng Pháp: Aéroport Lyon Saint-Exupéry) (IATA: LYS, ICAO: LFLL), tên trước đây là Lyon Satolas Airport, là một sân bay tọa lạc gần Lyon, Pháp. Sân bay được đặt tên theo nhà văn và phi công người Pháp Antoine de Saint-Exupéry, một người Lyon.
Sân bay này nằm ở Colombier-Saugnieu, các Lyon 20 km về phía Đông. Sân bay có 2 đường cất hạ cánh Bắc-Nam. Đây là cơ sở giao thông quan trọng của cả vùng Auvergne-Rhône-Alpes. Sân bay được nối với thành phố Lyon và các thị xã Chambéry và Grenoble, gần đó bằng xe (Coach) và những nơi mà phương tiện hàng không bị giới hạn bởi các dãy núi. Sân bay này được tổng thống Valéry Giscard d'Estaing khánh thành ngày 12/4/1975 và đón những vị khách đầu tiên một tuần sau. Sân bay này thay thế sân bay Lyon Bron cũ vì không thể mở rộng do nằm trong khu vực đô thị. Năm 1994, một đường sắt cao tốc nối tàu TGV với sân bay này, cung cấp cãc chuyến tàu trực tiếp đi Paris và Marseille. Mái vòm bên trên nhà ga tàu được kiến trúc sư Santiago Calatrava thiết kế và điểm nhấn kiến trúc đáng chú ý nhất của sân bay này. Năm 2000, sân bay này được đổi tên để vinh danh nhà văn Antoine de Saint-Exupéry.
Năm 2005, sân bay đã đón 6,5 triệu khácg, phần lớn là các hãng hàng không quốc tế, là sân bay bận rộn thứ 4 ở Pháp, sau Sân bay quốc tế Charles de Gaulle, Sân bay Paris-Orly và Sân bay Nice. Năm 2009, sân bay sẽ được nối với Lyon bằng tuyến xe điện cao tốc gọi là Leslys.

## Các hãng hàng không và các điểm đến

#### Terminal 1
- Aer Lingus (Dublin)
- Aigle Azur (Algiers, Chlef, Constantine, Oran, Setif)
- Air Algérie (Algiers, Annaba, Batna, Constantine, Oran, Setif)
- Air Austral (Reunion)
- Airlinair (Poitiers)
- Air Malta (Luqa)
- Air Senegal International (Dakar)
- Air Transat (Montréal, Toronto-Pearson)
- Atlas Blue (Marrakesh)
- Austrian Airlines (Vienna)
- Blue Air (Bucharest-Băneasa)
- bmi (Manchester)
- British Airways (London-Heathrow)
- Brussels Airlines (Brussels)
- Bulgarian Air Charter (Bourgas, Varna) seasonal
- CCM Airlines (Ajaccio, Bastia)
- City Airline (Gothenburg-Landvetter)
- Corsairfly (St. Denis/Reunion)
- Croatia Airlines (Split)
- easyJet (Barcelona, Berlin-Schönefeld, Bordeaux, Biarritz (từ 07.06.08), Casablanca (từ 02.05.08), Lisbon, London-Stansted, Madrid, Marrakech (từ 03.05.08), Oporto, Rome-Ciampino, Toulouse (từ 02.05.08), Venice)
- Hex'Air (Rodez)
- Iberia Airlines
  - Air Nostrum (Madrid)
- LOT Polish Airlines (Warsaw)
- Lufthansa (Frankfurt)
  - Lufthansa CityLine (Düsseldorf, Frankfurt, Munich)
- Royal Air Maroc (Casablanca)
- Scandinavian Airlines System Oslo
  - Cimber Air (Copenhagen
- TAP Portugal
  - Portugália (Lisbon)
- Transaero (Moscow-Domodedovo)
- Tunisair (Djerba, Monastir, Tunis)
- Turkish Airlines (Istanbul-Atatürk)
- Twin Jet (Angouleme)

#### Terminal 2
- Air France (Amsterdam, Basel, Biarritz, Birmingham, Bologna, Bordeaux, Brest, Brussels, Caen, Casablanca, Clermont Ferrand, Hamburg, Le Havre, Lille, Limoges, Lorient, Metz-Nancy, Milan-Malpensa, Montpellier, Nantes, Nice, Paris-Charles de Gaulle, Pau, Rennes, Toulouse, Tunis, Venice, Zurich)
  - Airlinair (Marseilles)
  - Brit Air (Barcelona, Copenhagen, Düsseldorf, Frankfurt, Madrid, Montpellier, Munich, Paris-Charles de Gaulle, Paris-Orly, Prague, Rome-Fiumicino, Strasbourg, Stuttgart)
- Alitalia (Milan-Malpensa)
- Delta Air Lines (New York-JFK (từ 03.06))
- KLM (Amsterdam)